# Нестор Араухо
Нестор Алехандро Араухо Расо (на испански: Néstor Alejandro Araujo Razo) е мексикански футболист, защитник, който играе за Сантос Лагуна. Той е олимпийски златен медалист от 2012 г.

## Кариера
Араухо прави дебюта си в Примера дивисион за Крус Асул през септември 2010 г. Той е в клуба в продължение на пет години, преди да влезе в първия отбор и да изиграе 90 минути в домакинската победа с 3:0 срещу Керетаро. На 5 юни 2013 г. преминава в Сантос Лагуна като част от драфт 2013 г. По-големият му брат Феликс, също е защитник, който играе за Чиапас.

## Отличия

### Отборни
Крус Асул
- Купа MX: Клаусура 2013

Сантос Лагуна
- Лига MX: Клаусура 2015
- Купа MX: Апертура 2014
- Суперкупа: 2015

### Международни
Мексико 23
- Панамерикански игри: 2011
- КОНКАКАФ до 20 г.: 2011
- КОНКАКАФ Олимпийски квалификации: 2012[3]
- Тулон: 2012
- Летни Олимпийски игри: 2012

### Индивидуални
- Лига MX Най-добри XI: Клаусура 2017